# ريتشارد بيتو
ريتشارد بيتو (بالإنجليزية: Richard Peto)‏ (ولد في 14 مايو 1943) هو أستاذ الإحصاء الطبي وعلم الوبائيات في جامعة أوكسفورد، إنجلترا.